# Филармонический музыкально-литературный лекторий
Филармони́ческий музыка́льно-литерату́рный лекто́рий был создан на основе Татарской государственной филармонии имени Габдуллы Тукая 16 августа 1945 года под названием Музыкально-литературный лекторий. Сегодня это старейший творческий коллектив филармонии. 1 января 1994 года Музыкально-литературный лекторий был переименован в Отдел оперной и камерной музыки; с августа 2012 года он носит теперешнее название.
С 2014 года художественным руководителем лектория является заслуженный артист Республики Татарстан Владимир Михайлович Васильев.

## Художественные руководители Филармонического музыкально-литературного лектория
| дата начала | дата окончания  | имя                          | звания                                                                        |
| ----------- | --------------- | ---------------------------- | ----------------------------------------------------------------------------- |
| 01.09.1945  | 15.02.1946      | Михаил Алексеевич Юдин       | заслуженный деятель искусств ТАССР                                            |
| 19.03.1949  | 08.07.1949      | Джаляль Гаязович Старжиганов | заслуженный деятель искусств ТАССР                                            |
| 08.07.1949  | 16.10.1950      | Игорь Германович Ингвар      | заслуженный работник культуры ТАССР                                           |
| 05.10.1988  | 01.07.1989      | Венера Шарипова              | народная артистка ТАССР, народная артистка РСФСР                              |
| 01.07.1989  | 17.01.1990      | Эмиль Заляльдинов            | народный артист ТАССР, заслуженный артист Российской Федерации                |
| 17.01.1990  | 31.12.2011      | Владимир Варшавский          | народный артист Республики Татарстан                                          |
| 01.01.2012  | 31.12.2013      | Лидия Ахметова               | народный артист Республики Татарстан, заслуженный артист Российской Федерации |
| 01.01.2014  | настоящее время | Владимир Васильев            | народный артист Республики Татарстан                                          |

## Артисты Филармонического музыкально-литературного лектория
- Байназарова, Гульнара Хамитовна — лауреат международных конкурсов, солист-вокалист сопрано
- Беляков Сергей Владимирович — солист-вокалист, тенор (с 13.07.2020)
- Босов, Дмитрий Александрович — лауреат Шаляпинской стипендии бас
- Валиева, Ригина Рифинатовна — лауреат международных конкурсов, солист-вокалист, сопрано
- Вальмухаметов, Айтуган Радикович — баритон (2016—2018)
- Варшавский, Владимир Валентинович — народный артист РТ, концертмейстер-пианист (03.08.1977-30.09.2013), художественный руководитель лекторийного отдела (17.01.1990-31.12.2011).
- Васильев, Владимир Михайлович — народный артист РТ, художественный руководитель лекторийного отдела (с 01.01.2014 и по н. в.), солист-вокалист, режиссёр; солист Татарского академического государственного театра оперы и балета им. М. Джалиля (2006—2019), бас (в филармонии с 11.02.2004)
- Добрынина, Любовь Владимировна — меццо-сопрано (2016—2018)
- Заляльдинов, Эмиль Усманович — заслуженный артист РФ, народный артист РТ, баритон (04.06.1962—01.07.1992)
- Ибушев, Георгий Мифодиевич — заслуженный артист РФ (2019), народный артист РТ, солист-вокалист (с 1985), тенор
- Леванова, Дарья Владимировна — скрипачка (с 12.12.2017)
- Камалов, Ильяс Файзрахманович (Ильяс Камал) — лауреат международных конкурсов, виолончелист, композитор, член Союза композиторов Российской Федерации и Союза композиторов Республики Татарстан
- Маликов, Рустам Галиевич — народный артист РТ, солист-вокалист (до 2011), тенор
- Мансурова, Альфия Рустэмовна — лауреат международных конкурсов, скрипачка (20.08.2014-11.12.2017)
- Маслова, Лариса Владимировна — народная артистка РТ, виолончелистка (1975—2011)
- Мулюкова, Алсу Рашитовна — лектор-музыковед (06.08.2014 — 30.06.2020)
- Мустафина, Асия Ниязовна — лауреат международных конкурсов, солистка-вокалистка (2015—2016), сопрано
- Чуйнов, Роман Евгеньевич — народный артист РТ, концертмейстер
- Черных, Мария Александровна — лектор-музыковед (с 14.09.2020)
- Шайдуллина, Оксана Борисовна — лауреат международных конкурсов, солистка-вокалистка, меццо-сопрано

## Творческие проекты на филармонической сцене
- 2014—2015 — Абонемент для всей семьи «Год культуры в России и Республике Татарстан».
- 2015—2016 — Абонемент для всей семьи «К 70-летию Филармонического музыкально-литературного лектория».
- 24.12.2015 — Музыкальный спектакль «Новогодние приключения Буратино» (автор, режиссёр и художественный руководитель Владимир Михайлович Васильев). Премьера состоялась 24.12.2015 г. С 2015 по 2020 годы всего состоялось 48 спектаклей, в том числе 37 спектаклей в зале Татарской государственной филармонии им. Г. Тукая и 11 спектаклей в г. Набережные Челны (ДК «КАМАЗ» и «Органный зал»).
- 26.12.2016 — «Новогодний концерт для детей». Премьера состоялась 26.12.2016 г. С 2015 по 2019 годы всего состоялось 15 концертов, в том числе 5 концертов в зале Татарской государственной филармонии им. Г. Тукая и 10 концертов в г. Набережные Челны (ДК «КАМАЗ»).
- 2016—2022 — Ежегодный абонемент «Великие имена»
- 23.12.2017 — Музыкальный спектакль «Нехочуха» (автор, режиссёр и художественный руководитель Владимир Михайлович Васильев). Премьера состоялась 23.12.2017 г. С 2017 по 2020 годы всего состоялось 28 спектаклей, в том числе 19 спектаклей в зале Татарской государственной филармонии им. Г. Тукая и 9 спектаклей в г. Набережные Челны (Органный зал).
- 21.12.2019 — Музыкальный спектакль «Бременские музыканты» (автор проект, режиссёр и художественный руководитель Владимир Михайлович Васильев). Премьера состоялась 21.12.2019 г. С 2019 по 2020 годы всего состоялось 20 спектаклей, в том числе 12 спектаклей в зале Татарской государственной филармонии им. Г. Тукая и 8 спектаклей в г. Набережные Челны (Органный зал).
- 29.09.2020 — Цикл концертов «100 романсов М. И. Глинки» «К 75-летию Филармонического музыкально-литературного лектория»
- 27.10.2020 — Цикл концертов «100 романсов Р. М. Яхина» (К 100-летию композитора Рустема Яхина).
- 2023 — Цикл из шести концертов «100 арий и романсов П. И. Чайковского».